# Église Notre-Dame de Berlin-Kreuzberg
Pour les articles homonymes, voir Église Notre-Dame et Frauenkirche.
L'église St. Marien Liebfrauen (St. Marien-Liebfrauen-Kirche) s'appelant à l'origine L'église Notre-Dame (Liebfrauenkirche), est une église catholique romaine. Elle se situe à la Wangelstraße, dans Berlin. Consacrée en 1905, elle porte le patronage de Marie (mère de Jésus).
L'église a survécu aux deux  guerres mondiales et fait partie aujourd'hui des Monuments historiques classés.

## Historique

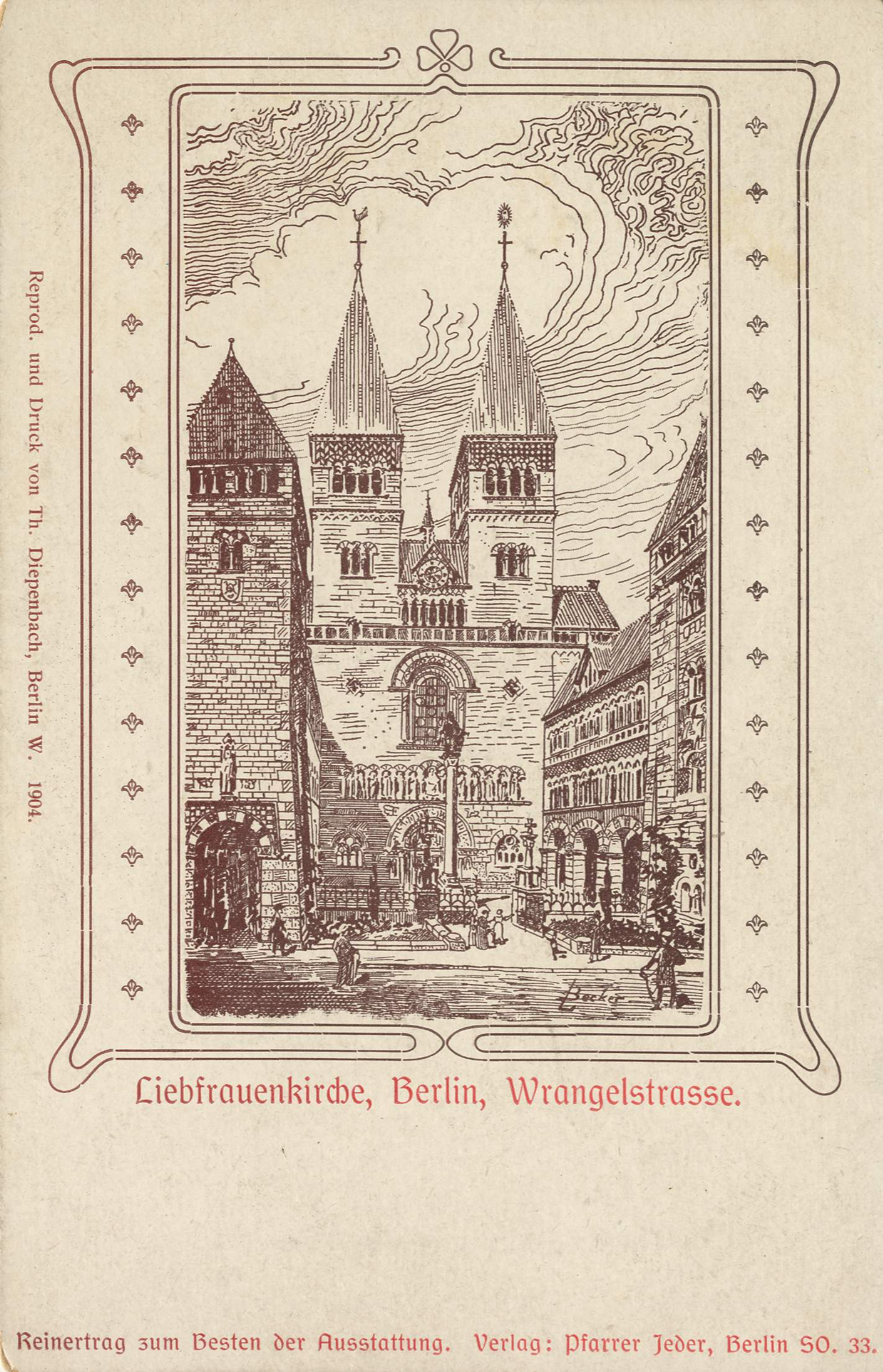
Une carte de don de 1904 de l'église Notre-Dame de Kreuzberg

À l'aide d'une collecte de dons, la communauté a réussi à construire une église de style architectural néo-roman. L'église fut dessiné sur le modèle de l'abbaye de Maria Laach avec ses colonnes caractéristiques.
Séparée de la paroisse Saint-Michel (bâtie en 1851) ce n'est que dix ans plus tard que sa construction commença. Elle a été construite entre 1904 et 1906 selon les plans et sous la direction de l'architecte Ludwig Becker.
L'église a été consacrée le 14 août 1905 par le Cardinal Prince-évêque Georg von Kopp de Breslau (Pologne) car à cette époque, Berlin appartenait à ce diocèse. Il était présent des représentants de la communauté, des hommes politiques et l'émissaire de la famille royale : le prince Eitel-Frédéric de Prusse.
L'église possède un orgue Steinmeyer de 1914.
Cette église dresse ses tours jumelles en sa façade. Son plan est à trois nefs dominées par une coupole qui fut reconstruite de manière simplifiée, après les bombardements de la Seconde Guerre mondiale. Après la Chute du mur de Berlin et la fusion de Berlin-Est et Berlin-Ouest en 1993, l'église fut entièrement restaurée. Dans les années 1990, elle a été décorée d'Art contemporain. Les travaux de rénovation du parvis et sa fontaine de Notre-Dame, avec la statue de la Vierge Marie en haut de sa colonne, ont été également restaurés en 2001 grâce au sénat de Berlin.

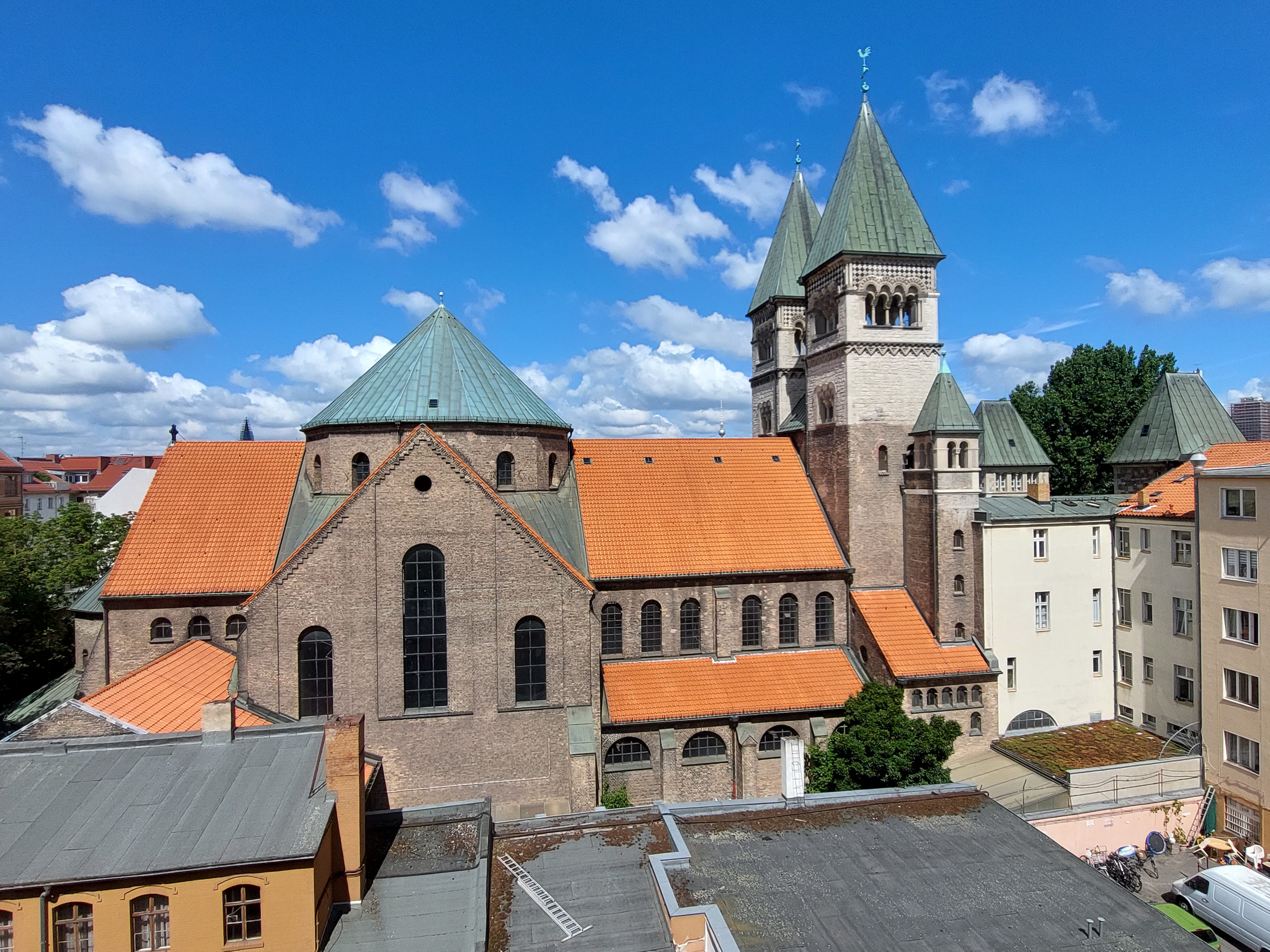
Vue du Sud-est

## Description

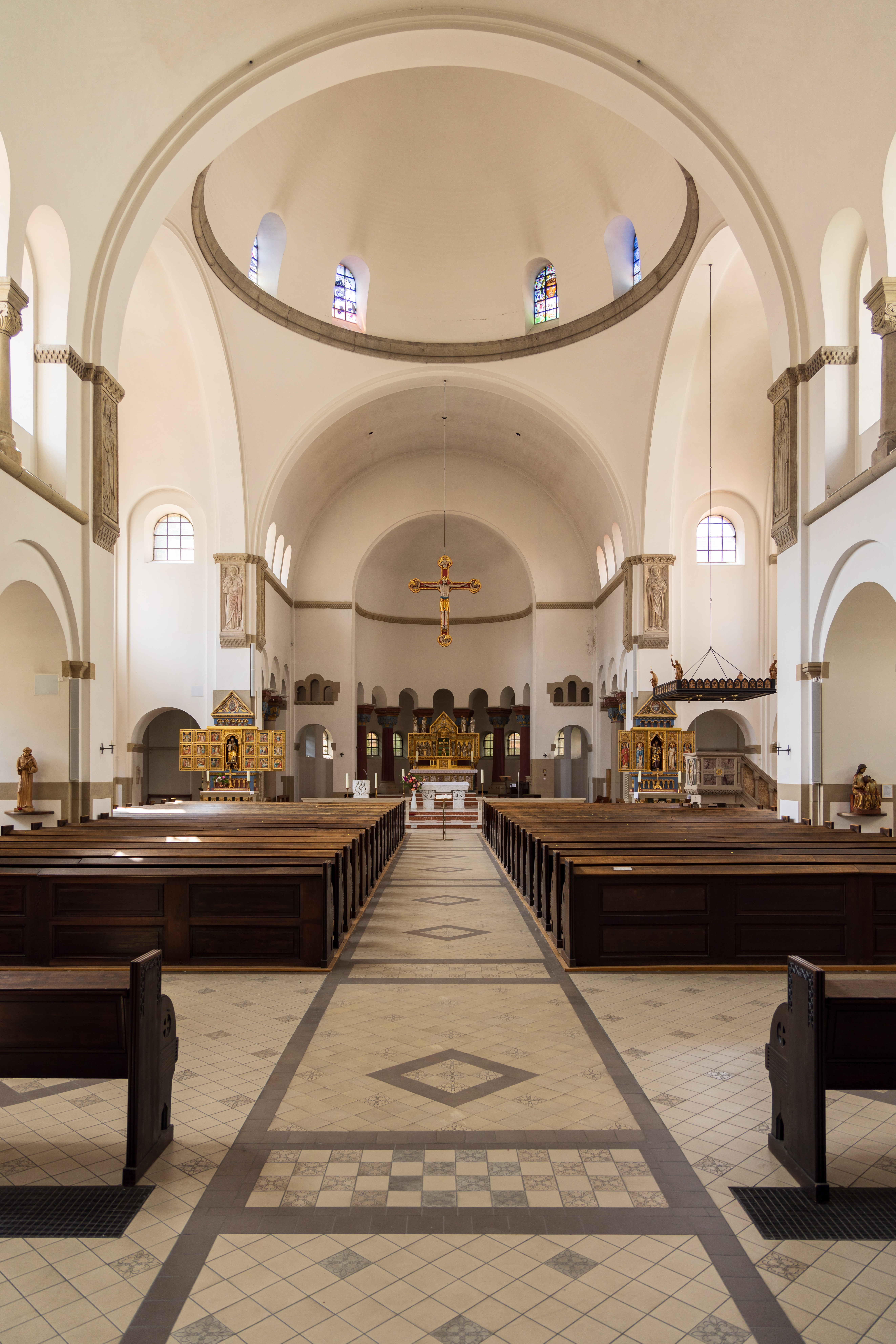

Le bâtiment de l'église est revêtu en pierre naturelle. Le bâtiment a la forme d'une basilique avec une façade abrupte à double tour en pierre de taille . Les ailes latérales de la nef ferment une cour en forme d'atrium . Les murs de l'église ont trois étages et au premier étage se trouve une arcade ouverte qui fait le tour de la cour.
Le portail principal voûté était disposé sous une grande fenêtre centrale, avec un relief avec l'allégorie Ecclesia et Synagogue s'étendant sur le mur entre les deux . La salle principale de l'église comporte trois nefs et se termine par une voûte en berceau qui repose sur des colonnes monumentales. Les chapiteaux des colonnes sont calqués sur ceux de l' église du monastère de Hamersleben . Le chœur est constitué d'une abside en retrait et d'un déambulatoire.
Le mobilier intérieur comprend un retable d'autel dans le style de la menuiserie rhénane (initialement avec un ciboire ) et deux autels ailés avec Joseph et Marie au centre, qui ont été réalisés vers 1905 dans le style de l' école de Colmar .

## Communautés

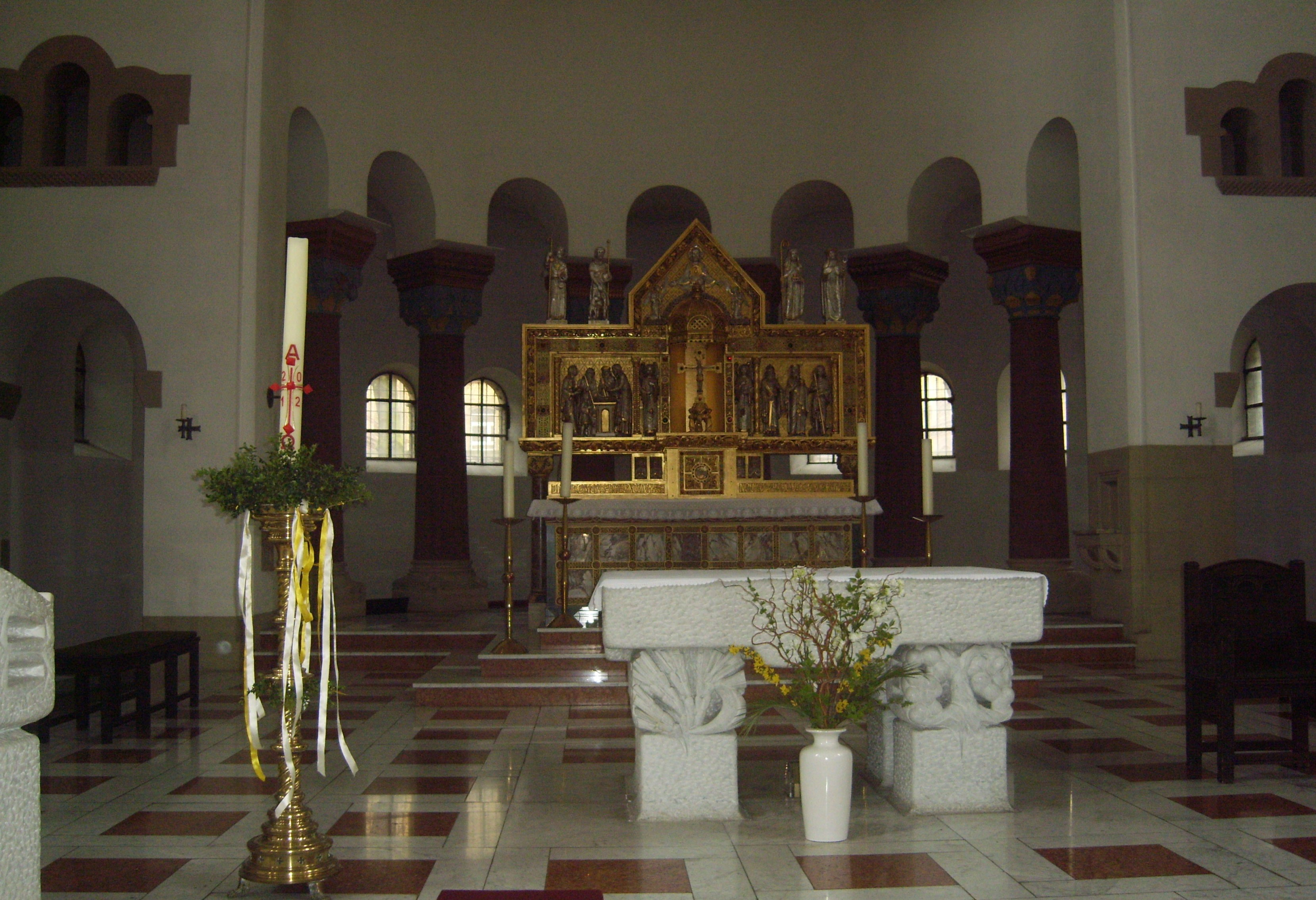

Deux communautés vivent dans le bâtiment adjacent (construits dans le même style) appartenant à cette église :
- Les Missionnaires de la Charité de Mère Teresa, depuis 1983
- La Congrégation des Sœurs Franciscaines de Siessen (Franziskanerinnen von Sießen), depuis 1995

L'église abrite deux communautés :
- La Communauté Tamoule catholique romaine de Berlin
- Un groupe de La Communauté de Sant'Egidio

Située à proximité de zones socialement défavorisées, la communauté et ses religieuses s'impliquent dans une soupe  populaire, des points de rencontre pour les personnes dans le besoin et des offres d'aide aux sans-abri.

## Lien de référence
1. ↑  Kulturdenkmal St. Marien in Kreuzberg
2. ↑  Die Einweihung der Liebfrauenkirche (rechte Spalte über dem dicken Strich, Fortsetzung Folgeseite oben links), Berliner Volkszeitung, 15 août 1905

## Historique

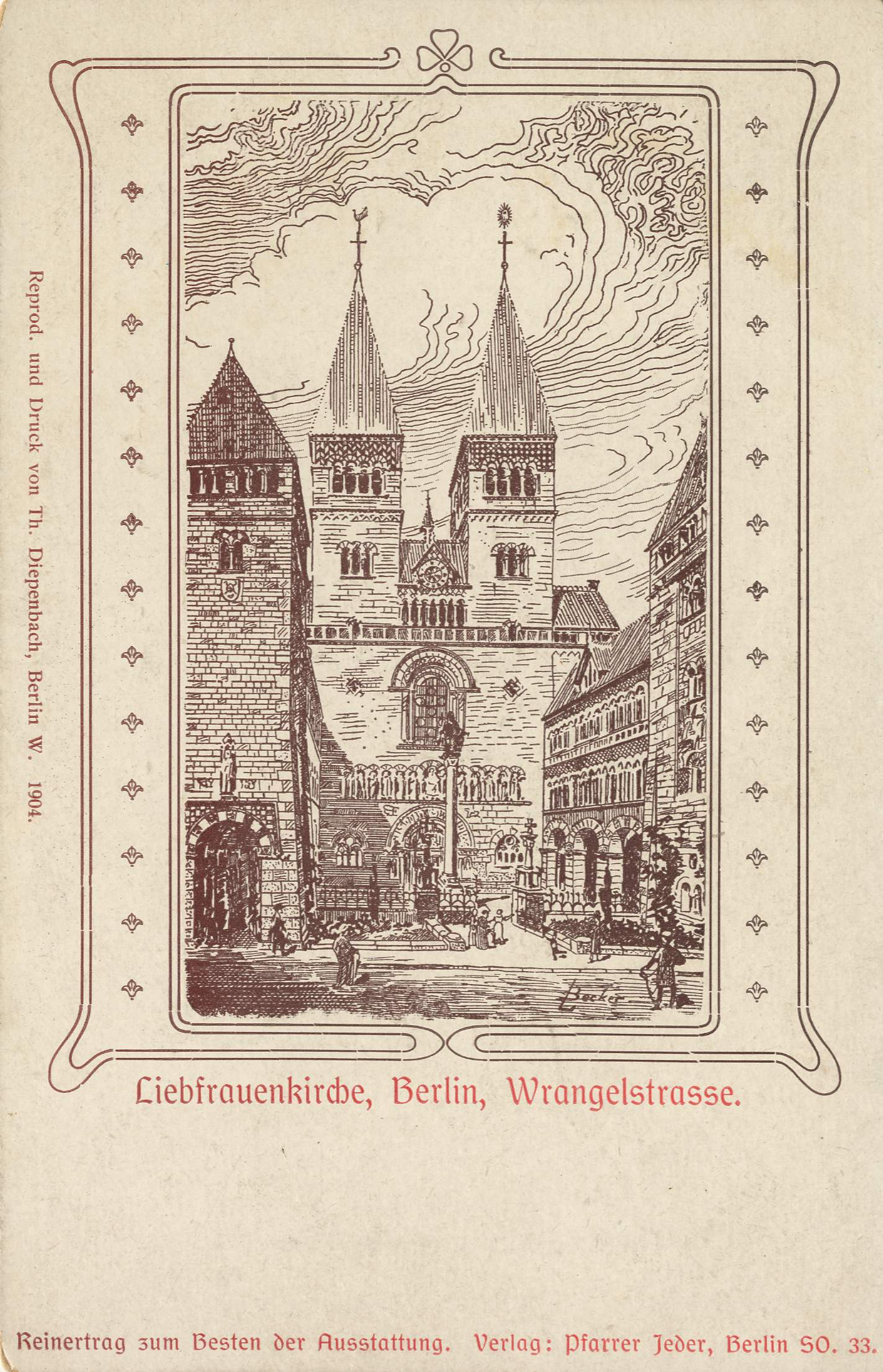
L'église Notre-Dame de Kreuzberg en 1904

Cette église d'architecture néoromane dresse ses tours jumelles dans le quartier de Kreuzberg. La paroisse, au début filiale de celle de Saint-Michel, a été fondée en 1895, mais ce n'est que dix ans plus tard qu'il a été fait appel à l'architecte Ludwig Becker pour en construire l'église. Elle a été construite de 1904 à 1906 sur le modèle de l'abbaye de Maria Laach avec ses colonnes caractéristiques. Elle est flanquée de maisons d'habitation de même style. Son plan est à trois nefs dominées par une coupole qui fut reconstruite après les bombardements de la Seconde Guerre mondiale.
L'église a été entièrement restaurée en 1993, avec l'aide du sénat de Berlin. Le parvis et sa fontaine de Notre-Dame, avec la statue de la Vierge Marie en haut de sa colonne, ont été également restaurés en 2001.
L'orgue de la maison Steinmeyer date de 1914.
Le bâtiments adjacents à l'église, construits dans le même style, abritent aujourd'hui deux communautés religieuses: celle des missionnaires de la Charité (fondées par Mère Teresa) et celle des franciscaines de Sießen, congrégation enseignante.